# تومي ريتش
تومي ريتش (بالإنجليزية: Tommy Rich)‏ هو مصارع محترف أمريكي، ولد في 26 يوليو 1956 في هيندرسونفيل في الولايات المتحدة.

## وصلات خارجية
- تومي ريتش على موقع CageMatch worker (الإنجليزية)
- تومي ريتش على موقع قاعدة بيانات المصارعة على الإنترنت (الإنجليزية)

- تومي ريتش على موقع IMDb (الإنجليزية)
- تومي ريتش على موقع قاعدة بيانات الفيلم (الإنجليزية)